# 普洛斯卡 (舍佩蒂夫卡區)
50°29′42″N 27°1′36″E / 50.49500°N 27.02667°E
普洛斯卡（羅馬化：Ploska）是烏克蘭西部的村莊，隸屬赫梅利尼茨基州的舍佩蒂夫卡區。該村面積2.25平方公里，海拔高度209米，2001年人口412，人口密度每平方公里183.1人。